# 瑪利歐激戰前鋒 戰鬥聯賽
《瑪利歐激戰前鋒 戰鬥聯賽》是一款由Next Level Games及任天堂企劃製作本部共同開發，由任天堂發行於任天堂Switch的體育遊戲，於2022年6月10日發行。本作為瑪利歐激戰前鋒系列第三款作品。

## 遊戲玩法
玩家透過組合「格鬥技」與「足球」的獨特競技「爆球」彼此競爭，並可以透過更換角色的裝備，以調整外觀與能力。
一台主機上最多可供8位玩家同時遊玩、或透過網路自由對戰，並在最多登記20人的「前鋒俱樂部」中與成員對戰。

## 開發
《瑪利歐激戰前鋒 戰鬥聯賽》於2022年2月10日在任天堂直面會上首次公佈，是該系列的第三款作品，亦是繼Wii平台的《瑪利歐激戰前鋒 Charged》後暌違15年推出的續作；同时还是系列首次进行官方中文化的作品。本作也是开发商Next Level Games被任天堂收购后公开的第一款游戏。

## 追加內容
| 更新                       | 新增角色 | 新增體育場 |
| -------------------------- | -------- | ---------- |
| Ver1.1.0（2022年7月22日）  | 嘿呵     | 沙漠遺跡   |
| Ver1.1.0（2022年7月22日）  | 黛西公主 | 沙漠遺跡   |
| Ver1.2.0（2022年9月21日）  | 狄狄剛   | 小行星     |
| Ver1.2.0（2022年9月21日）  | 波琳     | 小行星     |
| Ver1.3.0（2022年12月14日） | 庫巴Jr.  | 城都天台   |
| Ver1.3.0（2022年12月14日） | 凱瑟琳   | 城都天台   |

## 反響
| 汇总媒体   | 得分   |
| ---------- | ------ |
| Metacritic | 74/100 |

| 媒体                    | 得分   |
| ----------------------- | ------ |
| Destructoid             | 8/10   |
| Game Informer           | 7.5/10 |
| Game Revolution         | [ 5 ]  |
| GamesRadar+             | [ 6 ]  |
| GameSpot                | 7/10   |
| HobbyConsolas           | 87/100 |
| IGN                     | 8/10   |
| Jeuxvideo.com           | 16/20  |
| Nintendo Life           | [ 11 ] |
| Shacknews               | 7/10   |
| The Games Machine義大利 | 9/10   |
| VG247                   | [ 14 ] |

## 外部連結
- 官方网站（英文）
- 官方网站（日語）